# Titel Răduță
Titel Răduță (* 7. Dezember 1967 in Bukarest) ist ein ehemaliger Handballspieler und Handballtrainer.

## Spielerlaufbahn
Der 1,89 Meter große, linkshändige Răduță war als rechter Rückraumspieler eingesetzt.

### Vereinsmannschaften
Er spielte bei Universitatea Craiova und ab 1993 beim ThSV Eisenach. Titel Răduță erzielte in 216 Pflichtspieleinsätzen 1.187 Tore für den ThSV Eisenach.
Er verließ Eisenach im Jahr 2000 und wurde beim Dessauer Handballverein von 1996 verpflichtet. Von 2000 bis 2002 spielte er in der Schweiz für TV Zofingen, anschließend wieder in Craiova. Ab Januar 2003 war Titel Răduță beim Stralsunder HV aktiv. Er verließ den Verein nach der Saison.

### Nationalmannschaft
Mit der Rumänischen Männer-Handballnationalmannschaft trat Răduță bei den Handball-Weltmeisterschaften 1993 und 1995 sowie bei den Olympischen Spielen 1992 an. Er brachte es insgesamt auf 158 Länderspiele, in denen er 550 Tore erzielte.

## Trainerlaufbahn
Als Trainer war Titel Răduță in Rumänien tätig. Mit dem C.S. H & V Universitatea Pitesti stieg er im Jahr 2008 in die erste rumänische Handball-Liga auf. Später trainierte er das erste Frauenteam beim FC Argeș.

## Erfolge
Titel Răduță stieg als Spieler mit dem ThSV Eisenach 1997 in die Handball-Bundesliga auf. Die Eisenacher Fans wählten ihn damals zum „Spieler des Jahrzehnts“. Auch mit dem Stralsunder HV gelang ihm 2003 der Aufstieg in die 1. Bundesliga.